# Политынский, Кароль
Кароль Густав Политынский (пол. Karol Gustaw Polityński; около 1870, Тарнув — после 1944) — польский художник, рисовальщик, реставратор.

## Биография

«Дерево». 1925 г.

В 1887—1893 годах обучался в краковской Школе изящных искусств под руководством Владислава Лущкевича. Позже, продолжил учёбу в Мюнхенской академия художеств.
В 1898 году поселился во Львове. Занимался рестраврационными работами и консервацией картин в церквях Львова и других городов Галиции (Жовква, Тернополь, Щирец и Лежайск).
В 1923 году переехал в Тарнобжег. С 1929 года вёл семинар живописи во Львове.

## Творчество
Автор целого ряда фресок и алтарных картин, многочисленных рисунков тушью и акварелью.
Автор декораций для театров Львова: Городского и Нового, Летнего театра в Окоциме.

## Избранные работы
- настенная живопись в монастырском зале Доминиканского монастыря (Львов, 1906);
- реставрация фресок Станислава Строинского и новая настенная роспись Доминиканского костёла Тернополя (1908—1910);
- украшения лестницы здания Общества народной школы (Тернополь, 1910—1911);
- реставрация настенной росписи Доминиканского костёла Жолквы.